# Aldhafera
Aldhafera o Adhafera es el nombre de la estrella ζ Leonis (ζ Leo / 36 Leonis / HD 89025) en la constelación de Leo. Con magnitud aparente +3,44 es la séptima estrella más brillante de la constelación.

## Nombre
Aldhafera, nombre procedente del árabe Ad-Dafirah, significa «rizo». Curiosamente parece ser que originalmente el rizo se refería la vecina constelación de Cabellera de Berenice y no a la melena del león, donde de hecho está situada la estrella.

## Características físicas
Aldhafera es una gigante blanco-amarilla de tipo espectral F0III. Las gigantes de tipo F son muy escasas, ya que son estrellas en rápida transición entre la secuencia principal y la fase de gigante. Hace sólo un millón de años —muy poco tiempo en la escala de la evolución estelar—, Aldhafera era una estrella de la secuencia principal de tipo A y, dentro de otro millón de años, se transformará en una gigante naranja, tomándose unos 100 millones de años antes de convertirse en una gigante roja.
Actualmente tiene una temperatura superficial de 7030 K, brillando con una luminosidad 207 veces mayor que la del Sol.
Su radio es unas 10 veces más grande que el radio solar y rota a una velocidad de 84 km/s, empleando menos de 6 días en completar un giro sobre sí misma.
Aldhafera forma una doble óptica con la estrella 35 Leonis, ambas separadas 5 minutos de arco. Sin embargo, ambas estrellas no están relacionadas ya que mientras 35 Leonis se encuentra a 100 años luz de distancia, Aldhafera se encuentra a 260 años luz del sistema solar. Esta última forma parte de la corriente de estrellas de la asociación estelar de la Osa Mayor.